# ジェッソパレーナ
ジェッソパレーナ（イタリア語: Gessopalena）は、イタリア共和国アブルッツォ州キエーティ県にある、人口約1,400人の基礎自治体（コムーネ）。

## 地理

### 位置・広がり

#### 隣接コムーネ
隣接するコムーネは以下の通り。
- カーゾリ
- チヴィテッラ・メッセール・ライモンド
- ラーマ・デイ・ペリーニ
- ロッカスカレーニャ
- トッリチェッラ・ペリーニャ

## 行政

### 分離集落
ジェッソパレーナには、以下の分離集落（フラツィオーネ）がある。
- Castellana, Coccioli, Colle Mazzetta,Contrada Rossi, Isolina, Macchie, Pastini, Mandrini, Morgia del Pesco, Piano Mazzetta, Pincianesi, Riguardata, San Biagio Silvilini, Santa Croce, Valloni Cucco